# حمله ۲۰۱۰ به مجلس گروزنی
حمله ۲۰۱۰ میلادی به مجلس گروزنی حمله‌ایست که در صبح ۱۹ اکتبر ۲۰۱۰ به مجلس چچن رخ داد. سه تن از ستیزه‌جویان چچن به مجتمع مجلس در گروزنی، مرکز جمهوری چچن و فدراسیون روسیه حمله کردند. حداقل شش نفر از جمله دو افسر پلیس، یک کارمند مجلس و سه کماندوی انتحاری کشته شدند.

## پیشینه
در سال ۲۰۱۰، اکثریت کرسی‌های مجلس جمهوری چچن توسط وفاداران رئیس‌جمهور چچن رمضان قدیروف و انتخابات سال ۲۰۰۵ توسط منتقدان به عنوان یک «انتخابات قلابی» برگزار شد. بسیاری از ناظران و سازمان‌ها از جمله خانه آزادی، تحقیقات سالانه خود را که توسط (انجمن یادبود) انجام داد مدعی شد قدیروف، یک «توتالیتر» است، اگرچه قدیروف با عصبانیت این ادعاها را رد کرده و آن‌ها را تهمت خواند.
درست چند روز پس از این حمله، سخنگوی مجلس عبدالرحمان‌اف گفت که حزب طرفدار کرملین و حزب هوادار روسیه واحد که به‌طور رسمی بیش از ۹۹ درصد آرای رای‌دهندگان ثبت‌شده در انتخابات ۲۰۰۷ را کسب کرده‌اند، می‌توانند حتی «۱۱۵ تا ۱۲۰ درصد» کرسی‌ها را در انتخابات بعدی کسب کنند.
این حمله درحالی صورت گرفته که یک هیئت فدرال روسیه از جمله وزیر داخله روسیه نورغالییف در حال بازدید از این جمهوری برای «شنیدن نحوه عملکرد چچن در زمان صلح» به همراه برخی از اعضای هیئت بودند.در واقع هنگامی که این حمله رخ داد، همه در مجتمع مجلس بودند. با این حال، ولادیمیر واسیلیف (سیاست‌مدار) و به عنوان رئیس کمیته امنیت ملی روسیه، گفت که هدف اصلی این حمله ممکن است محلی باشد، به دلیل شمار کم ستیزه‌جویانی که در این عملیات دخیل بوده‌اند. به‌دنبال حمله‌ای که به روستای زادگاه قدیروف در ۳۰ اوت رخ داد، این دومین حمله بزرگی بود که از زمان تغییر بحث‌برانگیز رهبری چچن و جدایی بعدی میان شورشیان قفقاز شمالی صورت گرفت. چند ماه پیش از این حمله، دوکو عمروف رهبری امارت قفقاز را به فرمانده صحنه چچن اسلامبک وادالوف تسلیم کرد و تنها چند روز بعد استعفای خود را اعلام کرد و این عملکرد منجر به شکاف در رهبری این گروه شد. متعاقباً چهار فرمانده پیشرو در چچن از فرماندهی عمروف کنار کشیدند و حملاتی را علیه دولت قدیروف انجام دادند.